# Ирис флорентийский
И́рис флоренти́йский (лат. Iris florentina) или флорентийская лилия — многолетнее травянистое растение, вид семейства Ирисовых (Iridaceae). Культивируется со Средневековья как декоративное растение.

## Описание

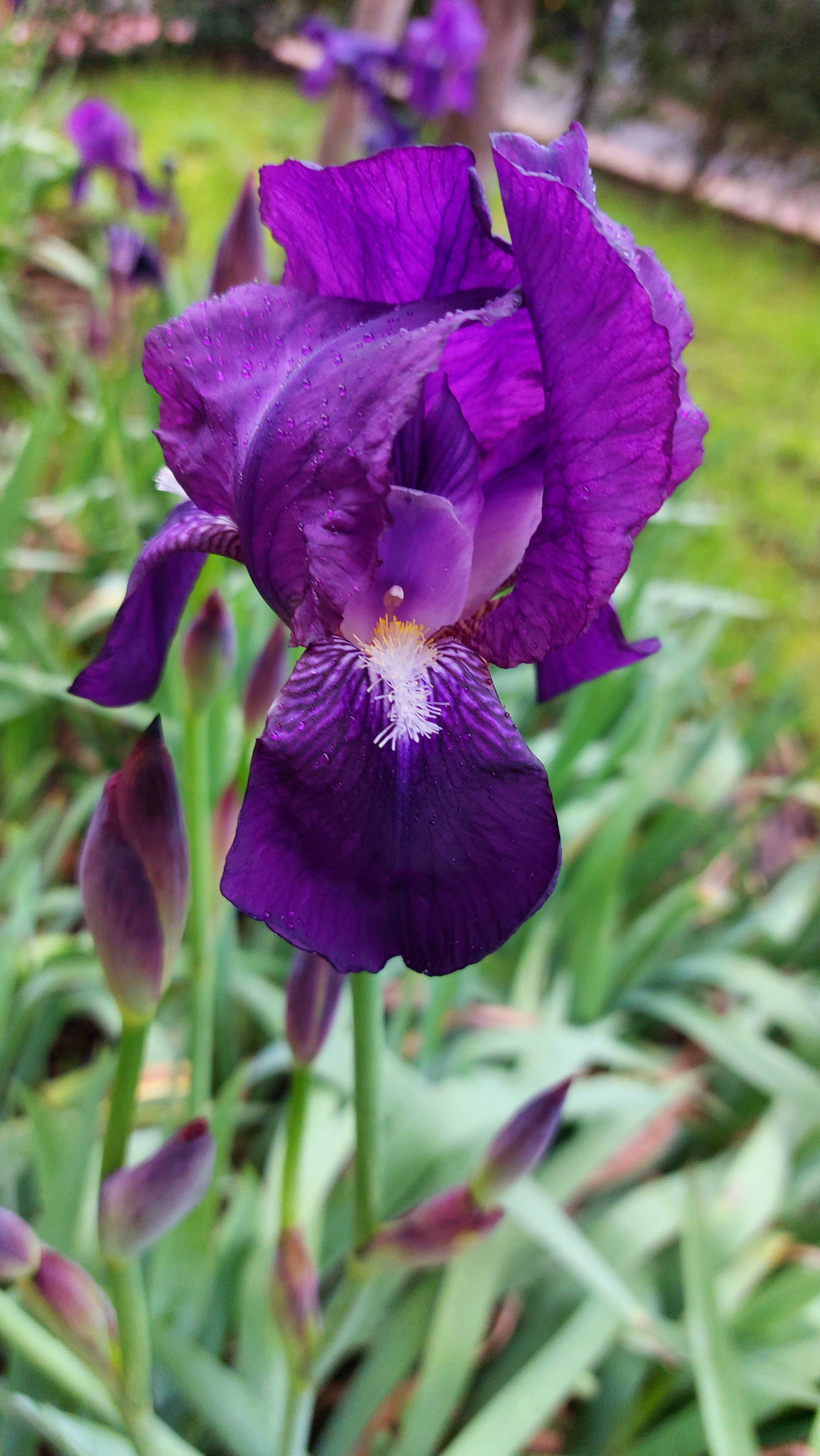
Цветок

Корневищное многолетнее травянистое растение. Срок жизни составляет около 2–5 лет.
Цветоносный стебель выше листьев, с небольшим количеством цветков, от 1 до 3; (с сидячими цветками). Высота стебля 40–70 см, иногда превышает метр. На практике одной из основных отличительных особенностей вида является очень простое, неразветвленное соцветие с 2 или 3 цветками без цветоножки.
Цветки сидячие или на редких цветоножках (чаще всего они отсутствуют), белого цвета. Ближе к лету второго года жизни цветы растения приобретают фиолетовый цвет. Все доли имеют у основания очень слабые жёлто-зелёные прожилки. Верхние цветковые пластинки удлиненно-эллиптической формы; нижние доли удлиненно-лопатчатые.

## Ареал
Родной ареал — Аравийский полуостров. Это корневищный геофит, произрастающий преимущественно в субтропическом биоме.
Завезён в Европу через Саудовскую Аравию и Йемен. Растение хорошо прижилось в южной части Европы. Распространён в Аравийском полуострове, Турции, Италии, Сирии, южной части балканского полуострова.

## Применение
Корни взрослого ириса обладают приятным запахом цветов. От того фиалковое душистое корневище имеет множество применений, в том числе в качестве духов. Эссенцию корневища добавляют в шампуни, косметику, маски для лица, мыло. Так же применяется в изготовлении ароматизаторов и антисептиков.
Раньше растение имело медицинское применение. Жевание свежих листьев использовалось как слабительное средство. Сок ириса широко использовался для лечения отёков, в составе мазей. Но в народной медицине использование как противовоспалительное средство продолжается до сих пор.

## Культура

Символ Флоренции – геральдическая лилия, прообразом которой стали разные виды ириса, в том числе флорентийский ирис

Флорентийский ирис считается одним из ирисов (наряду с Iris pseudacorus), которые вдохновили на создание геральдической лилии, которая на протяжении столетий была символом Флоренции и изображена на гербе города.
В средние века и эпоху Возрождения «зелёный ирис» был редким пигментным цветом, который использовался иллюминаторами рукописей и художниками. Он изготавливался из сока свежих цветов Iris florentine и/или Iris germanica. Синеватый или пурпурный сок лепестков замачивали в кипящей воде, затем смешивали и загущали с квасцами. Затем он давал прозрачную зелёную краску. Он использовался в XIV—XV веках.
Во Флоренции его высаживают возле церквей и могил усопших.